# デジタルアーツ
デジタルアーツ株式会社（英: Digital Arts Inc.）は、東京都千代田区に本社を置く日本の企業である。
JPX日経中小型株指数の構成銘柄の一つ。

## 概要
デジタルアーツは、インターネットアクセスに伴う危険を未然に防止するWebセキュリティ製品「i-FILTER」および、安全なメール送受信を実現するメールセキュリティ製品「m-FILTER」の販売を中心に、企業・公共(官公庁･学校など)･家庭向け市場に対して事業を展開する情報セキュリティメーカーである。
政府が求めるセキュリティ要求を満たしているクラウドサービスをあらかじめ評価・登録する制度である「ISMAP」への登録を進めており、2025年3月、デジタルアーツが法人向けに提供する全分野のクラウド製品のISMAPへの登録を完了した。これにより、行政、公共領域でのサービス提供をさらに強化するとしている。

## 沿革
- 1995年（平成7年）6月 - 東京都港区に会社設立。
- 2000年（平成12年）1月 - 本社を東京都港区北青山に移転。
- 2002年（平成14年）9月 - 大阪証券取引所ナスダックジャパン市場（現：ジャスダック）に上場。
- 2004年（平成16年）10月 - 九州支店開設（現：九州営業所）。
- 2005年（平成17年）
  - 3月 - 株式会社アイキュエスの全株式を取得し、子会社化。
  - 10月 - 本社を東京都千代田区永田町に移転。
- 2006年（平成18年）8月 - 大阪営業所開設（現：関西営業所）。
- 2007年（平成19年）11月 - 名古屋営業所開設（現：中部営業所）。
- 2008年（平成20年）1月 - 札幌営業所開設（現：北海道営業所）。
- 2009年（平成21年）12月 - 東北営業所開設。
- 2011年（平成23年）
  - 4月 - 米国子会社・Digital Arts America, Inc.、英国子会社・Digital Arts Europe Ltdをそれぞれ設立。
  - 11月 - 本社を東京都千代田区大手町に移転。
- 2012年（平成24年）
  - 2月 - 東京証券取引所第二部に上場。
  - 6月 - 米国子会社・Digital Arts Investment, Inc.を設立。
- 2013年（平成25年）
  - 3月15日 - 東京証券取引所第一部へ指定替え。
  - 6月 - NRIセキュアと戦略的業務提携及び事業譲受。
- 2014年（平成26年）4月 - 米国子会社・FinalCode, Inc.を設立。
- 2015年（平成27年）11月 - シンガポール子会社・Digital Arts Asia Pacific Pte. Ltd.を設立。
- 2016年（平成28年）
  - 2月 - シンガポール子会社・FinalCode Asia Pacific Pte. Ltd.に、英国子会社・FinalCode Europe Limitedにそれぞれ商号変更。
  - 4月 - デジタルアーツコンサルティング株式会社を設立。
  - 10月‐中四国営業所開設。
- 2018年（平成30年）12月
  - シンガポール子会社・Digital Arts Asia Pacific Pte. Ltd.に、英国子会社・Digital Arts Europe Limited にそれぞれ商号変更。
- 2022年（令和4年）4月　- 東京証券取引所　市場第一部からプライム市場へ移行。
- 2024年（令和6年）3月　- デジタルアーツコンサルティング株式会社の全株式を譲渡。

## 製品
- i-FILTER
- i-FILTER ブラウザー&クラウド
- m-FILTER
- m-FILTER MailAdviser（Microsoft 365対応版/Outlook/Becky!/Thunderbird版）
- FinalCode
- D-SPA
- DigitalArts@Cloud
- i-フィルター
- Desk
- StartIn
- f-FILTER

## 加盟団体
- 安心ネットづくり促進協議会（JISPA）
- 一般財団法人 インターネット協会（IAjapan）
- 一般社団法人 iOSコンソーシアム（iOSC）
- 一般社団法人 ICT CONNECT 21
- 一般社団法人 超教育協会（LOT）
- 一般社団法人 インターネットコンテンツセーフティ協会（ICSA）
- 一般社団法人 日本経済団体連合会（経団連）
- 一般社団法人 日本コンピュータシステム販売店協会（JCSSA）
- NPO 日本ネットワークセキュリティ協会（JNSA）
- 地方公共団体情報システム機構（J-LIS）
- 日本複合カフェ協会（JCCA）
- フィッシング対策協議会（CAPJ）
- FREESPOT協議会
- 一般社団法人 日本教育情報化振興会（JAPET＆CEC）